# Podzameczek (gmina)
Podzameczek – dawna gmina wiejska w powiecie buczackim województwa tarnopolskiego II Rzeczypospolitej. Siedzibą gminy był Podzameczek.
Gminę utworzono 1 sierpnia 1934 r. w ramach reformy na podstawie ustawy scaleniowej z dotychczasowych gmin wiejskich: Dźwinogród, Mеdwedowce, Nagórzanka, Nowostawce, Pilawa, Podlesie, Podzameczek i Zielona.
Od września 1939 do lipca 1941 gmina znajdowała się pod okupacją ZSRR, a 1 sierpnia 1941 weszła w skład Generalnego Gubernatorstwa i nowo utworzonego dystryktu Galicja, gdzie jednocześnie została zniesiona przez włączenie: do nowo utworzonej gminy Buczacz (gromady Dźwinogród, Mеdwedowce, Nagórzanka, Nowostawce, Pilawa i Podzameczek), do gminy Petlikowce Stare (gromada Zielona) oraz do gminy Trybuchowce (gromada Podlesie) w powiecie czortkowskim (Kreishauptmannschaft Czortków).
Po II wojnie światowej obszar gminy znalazł się w ZSRR.